# فندق سيسل (الإسكندرية)
فندق سيسل الإسكندرية من أقدم فنادق مدينة الإسكندرية في مصر وأفخمها خلال القرن العشرين، يقع في ميدان سعد زغلول بمنطقة محطة الرمل ويطل على كورنيش الإسكندرية، أنشأ سنة 1929، وتملكه وتشغله شركة ليجاسي للفنادق التابعة لمجموعة طلعت مصطفى.

## التاريخ
بني الفندق العام 1929، وكان أول ملاكه الثري الألماني «ألبرت متزجر» الذي أسماه «سيسل» تيمنا باسم ابن له. حيث صممه المعماري الإيطالي «جوسيبي أليساندرو لوريا» المولود في المنصورة بمصر في العام 1888، حيث قام بتصميم المبنى على الطراز الفلورنسي الذي يميز المدينة. ويتكون الفندق من خمسة طوابق، وبه 82 حجرة وثلاثة أجنحة. ويحوي مجموعة من الأثاث الكلاسيكي والتحف القديمة كما أسقفه تحوي تصاميم مذهبة.
كما تميز تصميم المبني بلمسات شرقية في الشرفات تحديدا.
تم تأميم الفندق في العام 1956، وفي 1978 حاول ملاك الفندق القدامى استرداده عبر قضية رفعت أمام المحاكم المصرية، إلا أنهم خسروا القضية. وفي نوفمبر 2007 قال رئيس الشركة القابضة للسياحة والفنادق والسينما بأنه تم التوصل إلي تسوية نهائية مع ورثة ملاكه الأصليين وسداد ثمنه بالكامل. وتم إسناد الفندق لإدارة شركة سوفيتيل العالمية الفرنسية للفنادق، وصار اسمه الرسمي "Sofitel Cecil Alexandria" «فندق سوفيتيل سيسيل الأسكندرية». وفي وقت لاحق انتقلت إدارة الفندق لشركة شتاينبرجر وتغير اسمه إلى شتايجنبرجر سيسل الإسكندرية، وفي ديسمبر 2023 استحوذت شركة إيكون إحدى الشركات التابعة لمجموعة طلعت مصطفى على 51 % من شركة ليجاسي للفنادق المالكة للفندق.
ارتاد الفندق عدد من المشاهير وقموا باتوقيع في دفتر الزيارة ومنهم:
محمد نجيب، ونستون تشرشل، مونتجمري، فيصل بن عبد العزيز، جوزفين بيكر، سيسل دوميل، أجاثا كريستي، هنري مور، ألفيس بريسلي، نجيب محفوظ، لورانس داريل، عمر الشريف، محمد علي كلاي، طه حسين، أم كلثوم، محمود المليجي، فاتن حمامة، مصطفى النحاس.

## معرض الصور

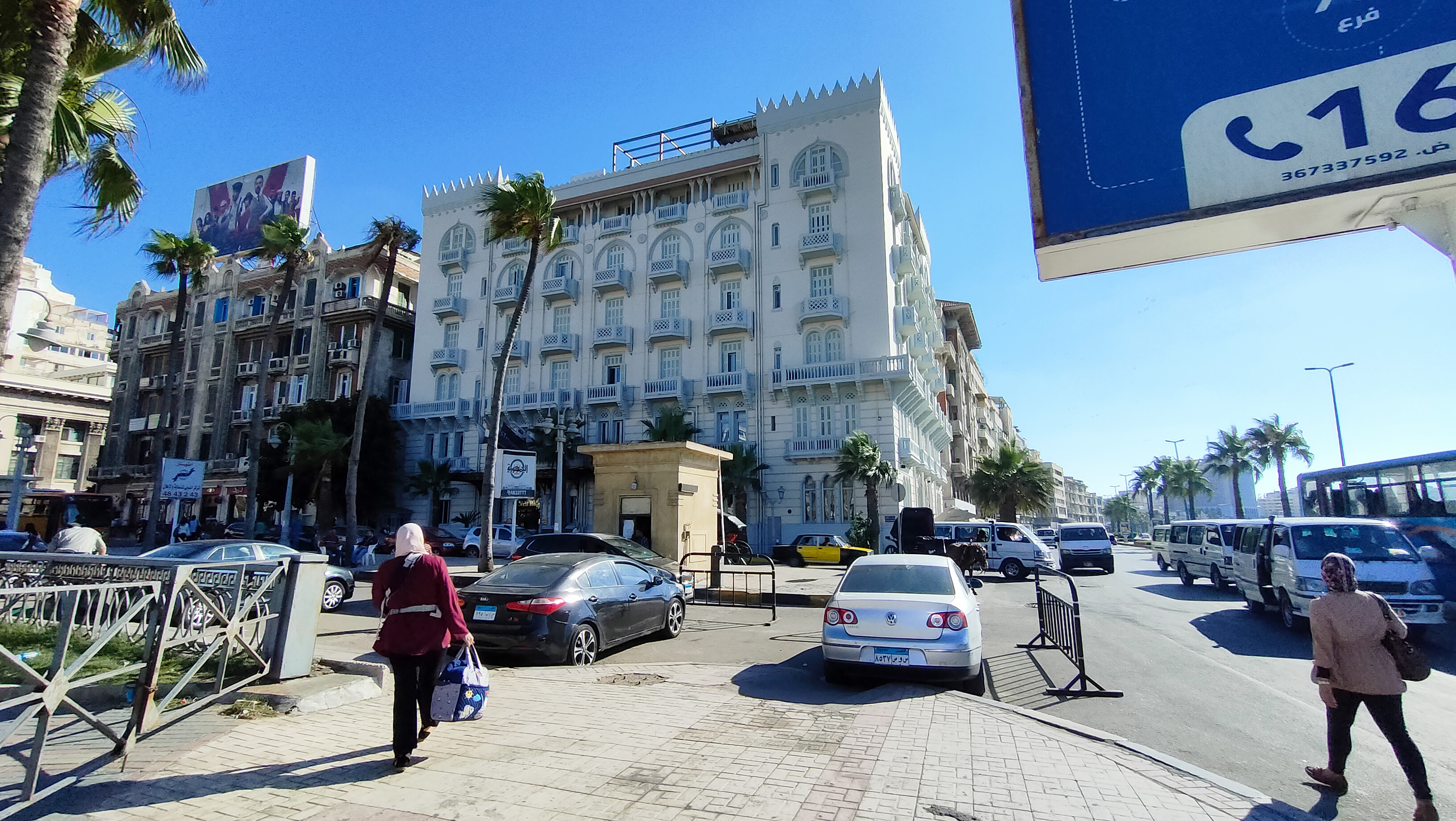
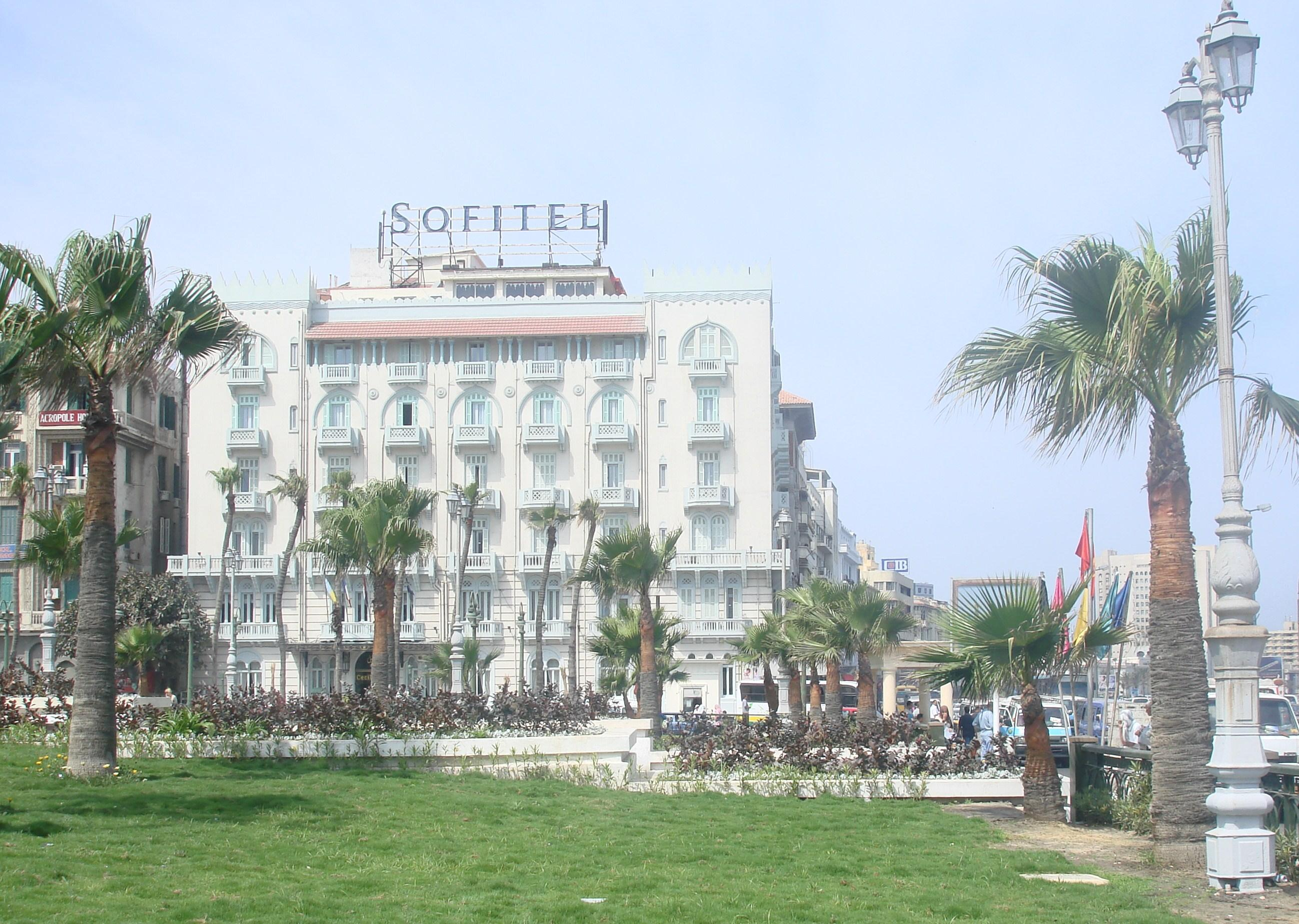
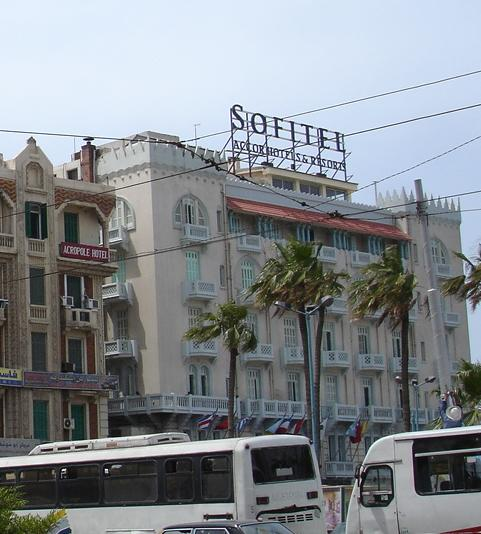
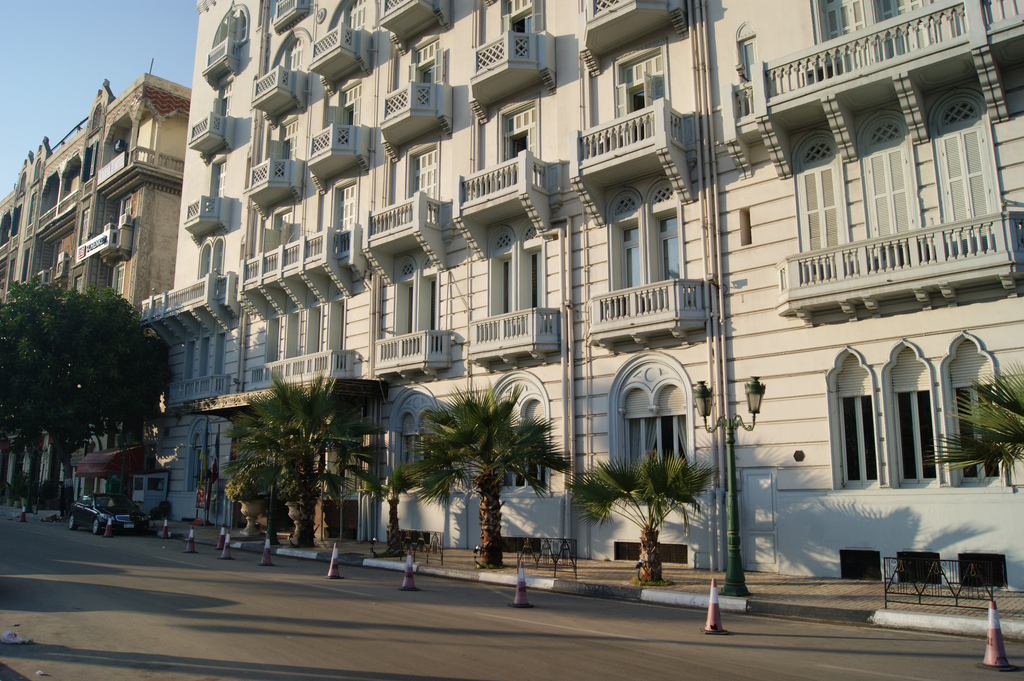
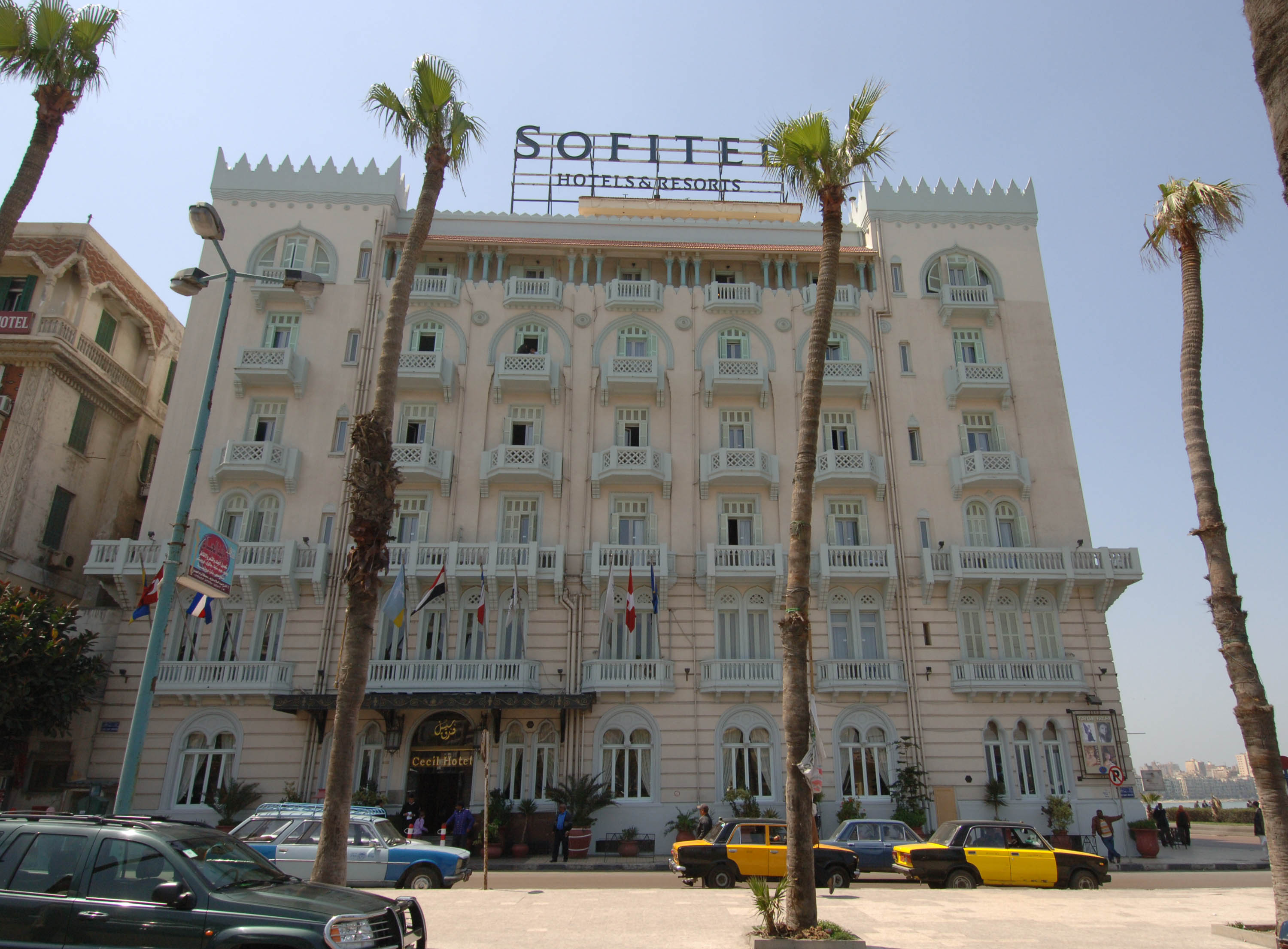
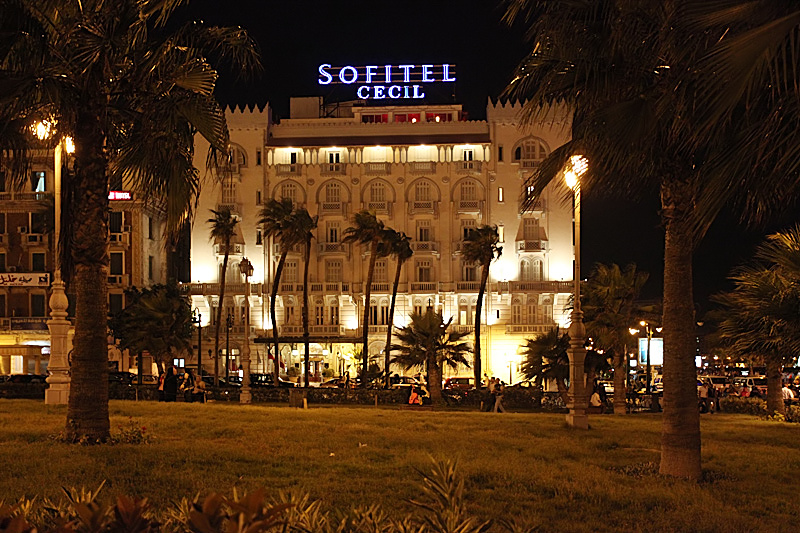
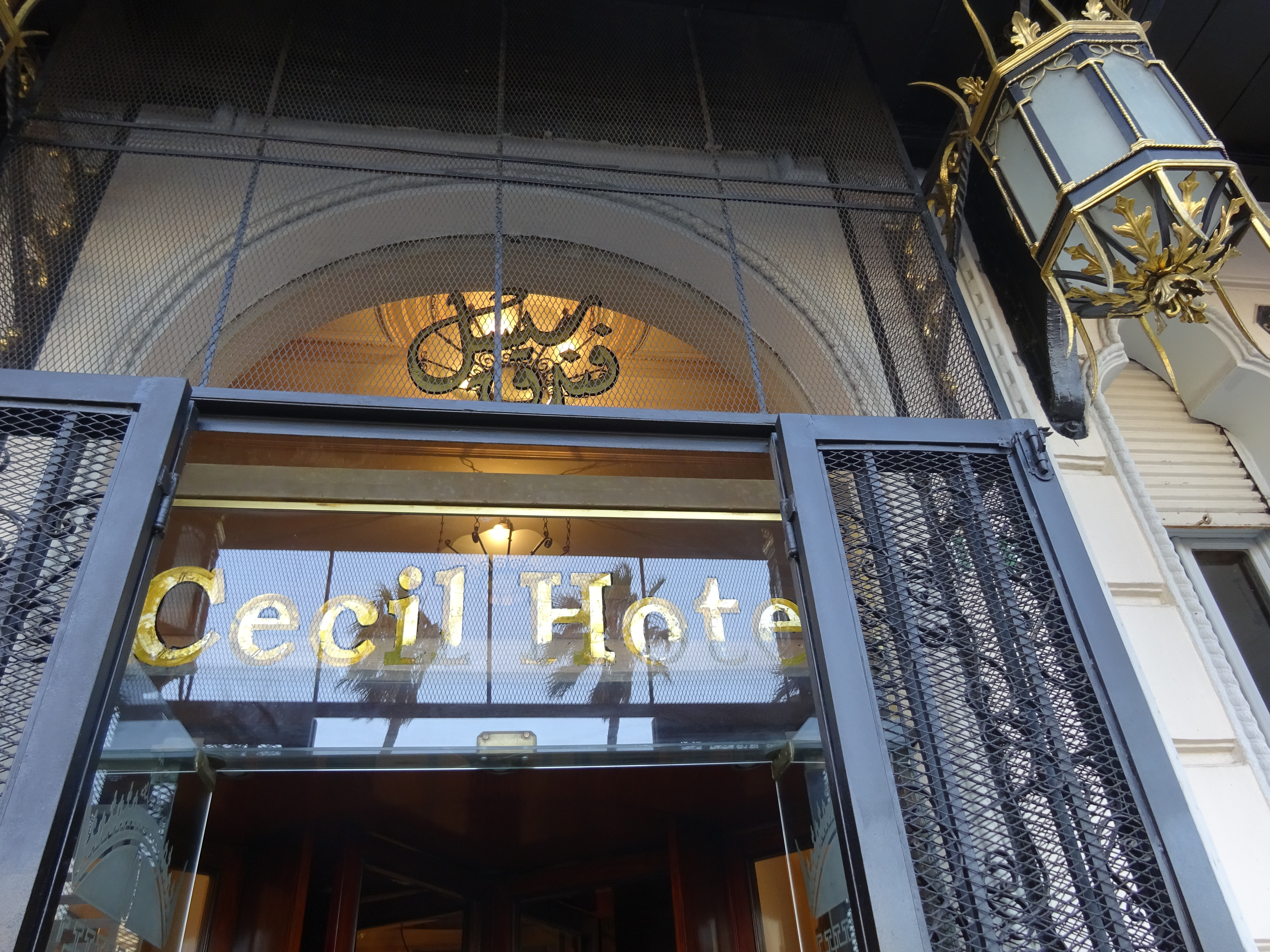
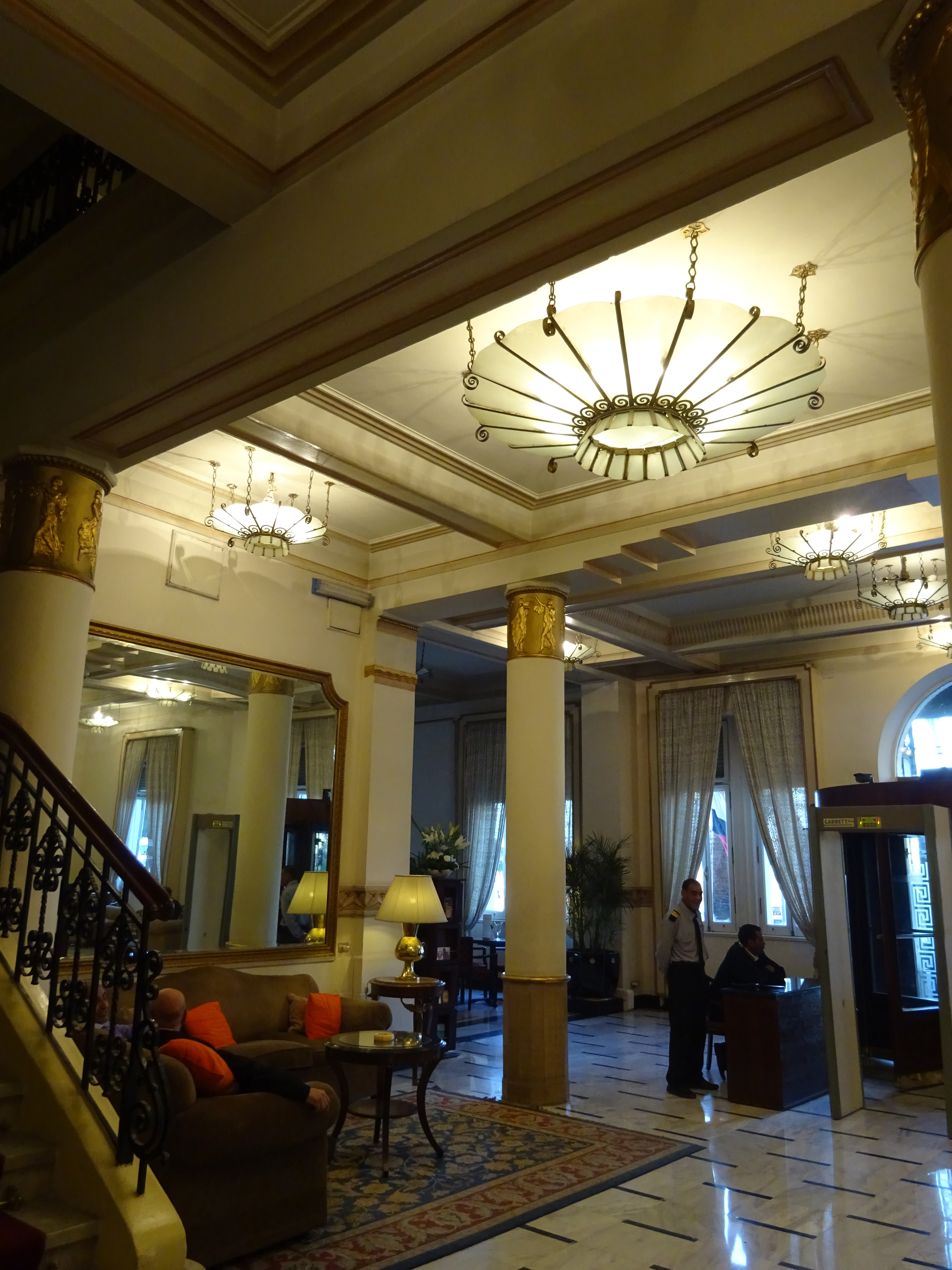
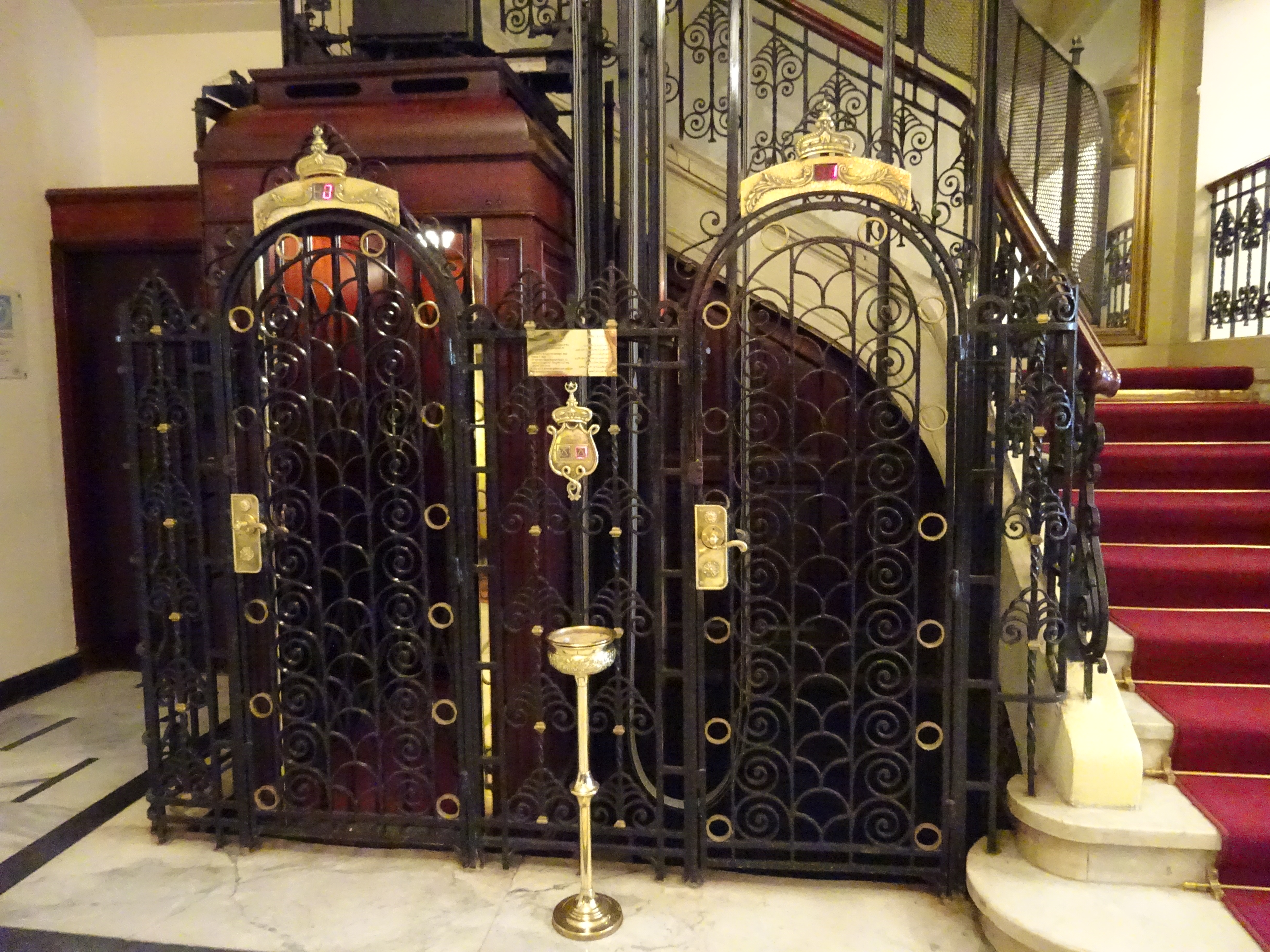
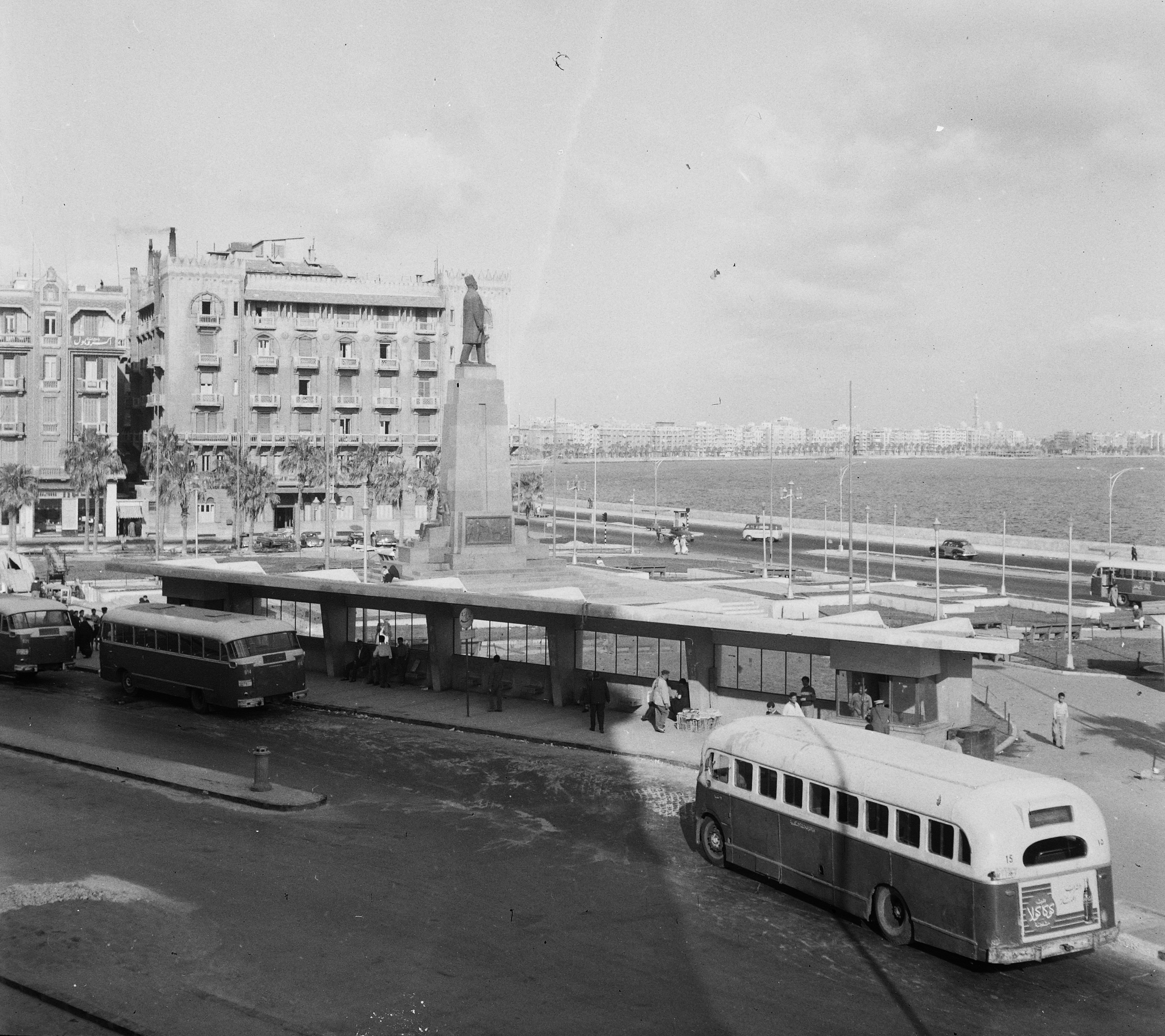

## وصلات خارجية
- الموقع الرسمي للفندق